# Michael Bolton
Michael Bolotin (f'dt 26. februar 1953), kendt under sit kunstnernavn Michael Bolton, er en amerikansk sanger og sangskriver. Bolton optrådte med hard rock- og heavy metal- genrerne fra midten af 1970'erne og midten af 1980'erne, begge på sine tidlige soloalbums og dem, som han indspillede som forsanger i bandet Blackjack. Han blev bedre kendt for sin serie af poprock-ballader, der blev indspillet efter et stilistisk skift i slutningen af 1980'erne.
Bolton har solgt mere end 75 millioner albums og indspillet otte top 10 albums og to singler, der nåede førstepladsen af Billboard-hitlisten og vundet seks American Music Awards og to Grammy Awards. Han har optrådt med en række kunstnere inklusive Lucia Aliberti, Patti LaBelle, José Carreras, Tony Cetinski, Ray Charles, Celine Dion, Plácido Domingo, Renée Fleming, Wynonna Judd, B.B. King, The Lonely Island, Luciano Pavarotti, Percy Sledge og Zucchero.

## Karriere
Begyndelse
Bolton begyndte sin karriere i 1975 i The Church Studio i Tulsa, Oklahoma. Hans første album var det selvbetitlede Michael Bolotin. Tidligt i sin musikkarriere fokuserede han på hard rock, med hans band Blackjack og var opvarmning for heavy metal-kunstneren Ozzy Osbourne på turné. Der var rygter om at Bolton var gået til audition for at blive forsanger i Osbournes band Black Sabbath i 1983, men ikke var blevet optaget. Bolton udtalte senere at det ikke var sandt; "Rygtet om at jeg skulle have været til audition til Black Sabbath var kun et rygte, jeg har ingen anelse om, hvordan det er startet."

## Diskografi
- Michael Bolotin (1975)
- Everyday of My Life (1976)
- Michael Bolton (1983)
- Everybody's Crazy (1985)
- The Hunger (1987)
- Soul Provider (1989)
- Time, Love & Tenderness (1991)
- Timeless: The Classics (1992)
- The One Thing (1993)
- This Is the Time: The Christmas Album (1996)
- All That Matters (1997)
- My Secret Passion (1998)
- Timeless: The Classics Vol. 2 (1999)
- Only a Woman Like You (2002)
- Vintage (2003)
- 'Til the End of Forever (2005)
- Bolton Swings Sinatra (2006)
- One World One Love (2009)
- Gems: The Duets Collection / Duette (2011)
- Ain't No Mountain High Enough–Tribute to Hitsville (2013)
- Songs of Cinema (2017)
- A Symphony of Hits (2019)

## Filmografi

### Som skuespiller
- 1997: Meet Wally Sparks
- 1998: The Nanny som sig selv
- 2002: Snow Dogs (filmen indeholder også 4 af Michael Boltons sange)
- 2002: High Voltage
- 2008: The Onion Movie
- 2012/14: Two and a Half Men som sig selv (4 episoder)
- 2015: Glee som sig selv, episode ("The Rise and Fall of Sue Sylvester")
- 2016: Popstar: Never Stop Never Stopping
- 2017: Michael Bolton's Big, Sexy Valentine's Day Special
- 2017: Fresh Off the Boat som sig selv (3 episoder)
- 2018: Teen Titans Go! to the Movies som Tiger
- 2018: Little Big Awesome som sig selv (1 episode)
- 2023: The Masked Singer som The Wolf
- 2023: Clone High som sig selv[11]

### Som executive producer
- 2001: Offside (kortfilm)
- 2001: Good Advice
- 2005: Terror at Home: Domestic Violence in America (TV)
- 2008: The Other Side of the Tracks
- 2018: American Dream: Detroit